# Собор Непорочного Зачаття Пресвятої Діви Марії (Манаус)

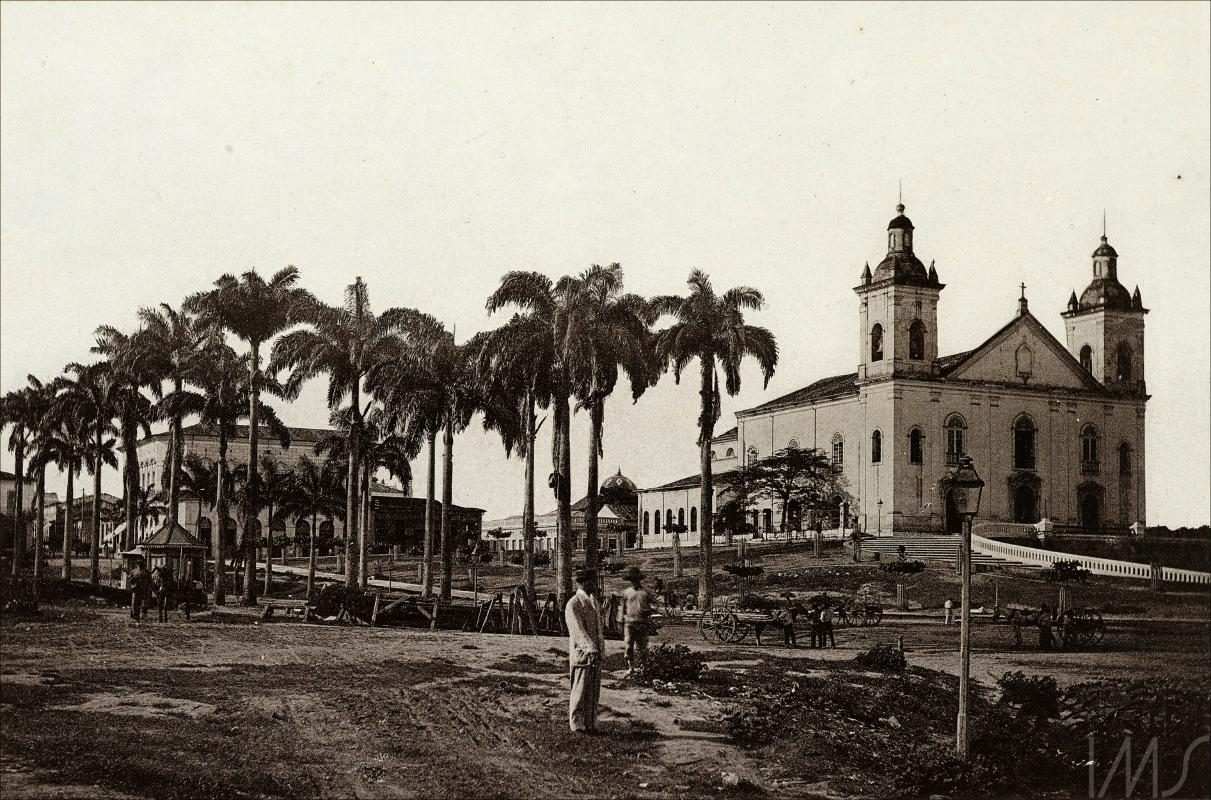
Собор у 1890

Собор Непорочного Зачаття Пресвятої Діви Марії (порт. Catedral Metropolitana de Manaus – Nossa Senhora da Conceição) — католицький храм у місті Манаус, Бразилія. Кафедральний собор архієпархії Манауса. Національна пам'ятка (ID 1192).

## Історія
Перший католицький храм в ім'я Непорочного Зачаття Пресвятої Діви Марії в Манаусі збудований у ченців-місіонерів з ордену кармелітів у 1695.
В 1756 перебудований за ініціативою губернатора Мануелом да Гама Лобу д'Альмаду (Manoel da Gama Lobo D'Almada).
У 1850 ця церква значно постраждала під час пожежі.
У 1858 почалося будівництво сучасного храму за проектом архітектора Себастьяна Хосе Базіліо Піррона (Sebastião José Basílio Pyrrho). Цей же архітектор збудував у Манаусі храм святого Себастьяна.
15 серпня 1878 відбулося освячення сучасного храму.
У 1892 засновано єпархію Манауса (сьогодні — архієпархію) і храм став кафедральним собором.
У 1927 храм відвідала представники Бразильської імператорської сім'ї  і 10 липня 1980 в храмі звершив святу месу римський папа Іоанн Павло II під час свого першого візиту до Бразилії.